# Christoph Lorenz Carame
Christoph Lorenz Carame (* 28. Oktober 1737 in Speyer; † 19. Juli 1809 in Bamberg) war katholischer Priester, Dekan (Oberhaupt) des Stifts St. Stephan zu Bamberg und Pro-Kanzler der Universität Bamberg.

## Leben und Wirken

### Familie
Christoph Lorenz Carame war der Sohn der Speyerer Bürgersleute Damian Carame und Catharina geb. Korn, Tochter des kurpfälzischen Amtmannes Christoph Korn in Germersheim. Damian Carame stammte aus dem Luxemburgischen und fungierte in der freien Reichsstadt als kaiserlicher Postdirektor sowie Sekretär des fürstbischöflichen Geistlichen Rates. Dessen Bruder Johann Lorenz Carame – der Taufpate des Jungen – war Stiftsherr zu St. Stephan in Wien und ernannter Bischof von Wiener Neustadt, starb jedoch 1742 vor seiner päpstlichen Bestätigung.

### Geistliche Laufbahn
In seiner Geburtsstadt Speyer besuchte Christoph Lorenz Carame das Gymnasium, trat ins Priesterseminar der Diözese ein, studierte in Heidelberg und empfing am 30. November 1760 zu Speyer die Priesterweihe. Seine Primizmesse feierte er am 3. Dezember des Jahres, in der neben dem Speyerer Dom gelegenen Jesuitenkirche.
Sein Onkel Bruno Carame, Sekretär im französischen Kriegsministerium, ermöglichte ihm einen halbjährigen Studienaufenthalt in Paris. Nach Speyer zurückgekehrt, übernahm er das Amt eines geistlichen Begleiters des späteren Hofmarschalls Philipp Anton Freiherr von Künsberg und betreute diesen bei seinem Jurastudium in Mainz und Straßburg, danach auf mehreren Reisen.
Schließlich ging Christoph Lorenz Carame ins Bistum Bamberg, wo ihn Fürstbischof Adam Friedrich von Seinsheim (1708–1779) an seinen Hof berief und ihn zum Hofmeister (Erzieher) der Edelknaben ernannte. Er avancierte zum Hofkaplan und 1776 zum Kanonikus am kaiserlichen Stift St. Stephan (Bamberg); 1778 wurde er Mitglied im geistlichen Rat der Diözese.

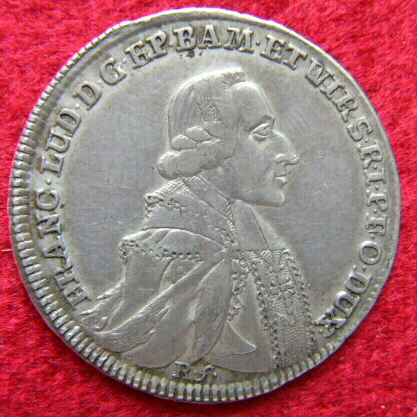
Bamberger Münze von 1785, mit dem Porträt von Fürstbischof Franz Ludwig von Erthal, der Christoph Lorenz Carame als seinen Ratgeber schätzte.

Der nachfolgende Bischof, Franz Ludwig von Erthal (1730–1795), ein strenger und pflichtbewusster Herr, wählte Carame zu seinem Berater, Vertrauten und Zeremoniar. Bei der Einrichtung des von Bischof Erthal stark geförderten Bamberger „Allgemeinen Krankenhauses“ berief ihn dieser in die Krankenhauskommission mit dem Auftrag, die Angelegenheit zu prüfen, ein Gutachten zu erstellen und die Ausführung zu überwachen. 1791 wählte man Christoph Lorenz Carame zum Dekan (Oberhaupt) des Bamberger Stephansstiftes, gleichzeitig ernannte ihn der Fürstbischof zum Pro-Kanzler der Universität, welches Amt er bis zur Auflösung der Hochschule 1803 bekleidete. Beim Regierungsantritt des letzten Fürstbischofs Christoph Franz von Buseck (1724–1805) erfolgte 1795 seine Bestellung zum wirklichen Geheimen Rat.
Während des Ersten Koalitionskrieges verschleppten die Franzosen den Priester im August 1796 ein Jahr lang als Geisel nach Paris. Nach seiner Rückkehr übernahm er die Leitung des Bamberger Stadtkrankenhauses und wurde zuletzt Generalvikar des Bistums.
Ab dem Übergang des bischöflichen Territoriums an das Königreich Bayern, 1802, widmete sich  Christoph Lorenz Carame nur noch seinen geistlichen Aufgaben. Er besaß eine wertvolle Sammlung von Kupferstichen und galt als profunder Kenner der Bamberger Stadtgeschichte. Der Priester verstarb 1809 in Bamberg, laut einem Nachruf „sanft, wie sein ganzes Leben war“.
Der volkstümliche Zeitzeuge Peter Prosch (1744–1804) lernte Christoph Lorenz Carame als jungen Erzieher am Hofe des Fürstbischofs kennen und schreibt in seinen Memoiren über ihn, er sei damals ein „närrischer, lustiger, wenn er wollte auch gescheiter Mann“ gewesen. (Leben und Ereignisse des Peter Prosch, eines Tyrolers von Ried im Zillerthal, Erstauflage 1789)